# Піперіон
Піпе́ріон (грец. Πιπέρι) — острів у західній частині Егейського моря, відносить до островів Північні Споради. Територіально належить до муніципалітету Алонісос ному Магнісія периферії Фессалія.
Острів розташований під охороною (є частиною Морського парку Алонісос), оскільки тут знаходяться колонія тюленів-монахів, на високих скелях — пташині колонії (33 види), ростуть деякі рідкісні рослини. На його стрімких скелястих берегах ростуть сосна, гостролист, Frygana та Chasmophytes. Острів є домівкою 350—400 пар сокола Елеонори (Falco eleonorae).